# Ultima Thulée
Albums de Blut aus Nord
Memoria Vetusta I: Fathers of the Icy Age
(1996)
Ultima Thulée est le premier album studio du groupe de Black metal français Blut Aus Nord. L'album est sorti en 1995 sous le label Impure Creations Records.

## Liste des morceaux
| 1.    | Son of Hoarfrost             | 6:01 |
| 2.    | Plain of Ida                 | 8:52 |
| 3.    | From Hlidskjalf              | 7:42 |
| 4.    | My Prayer Beyond Ginnungagap | 5:10 |
| 5.    | Till I Perceive Bifrost      | 7:06 |
| 6.    | On the Way to Vigrid         | 5:54 |
| 7.    | Rigsthula                    | 3:57 |
| 8.    | Last Journey of Ringhorn     | 7:36 |
| 52:30 |                              |      |